# Symphylella subterranea
Symphylella subterranea är en mångfotingart som beskrevs av Michelbacher 1939. Symphylella subterranea ingår i släktet findvärgfotingar, och familjen slankdvärgfotingar. Inga underarter finns listade i Catalogue of Life.